# 보잉 로터크래프트 시스템

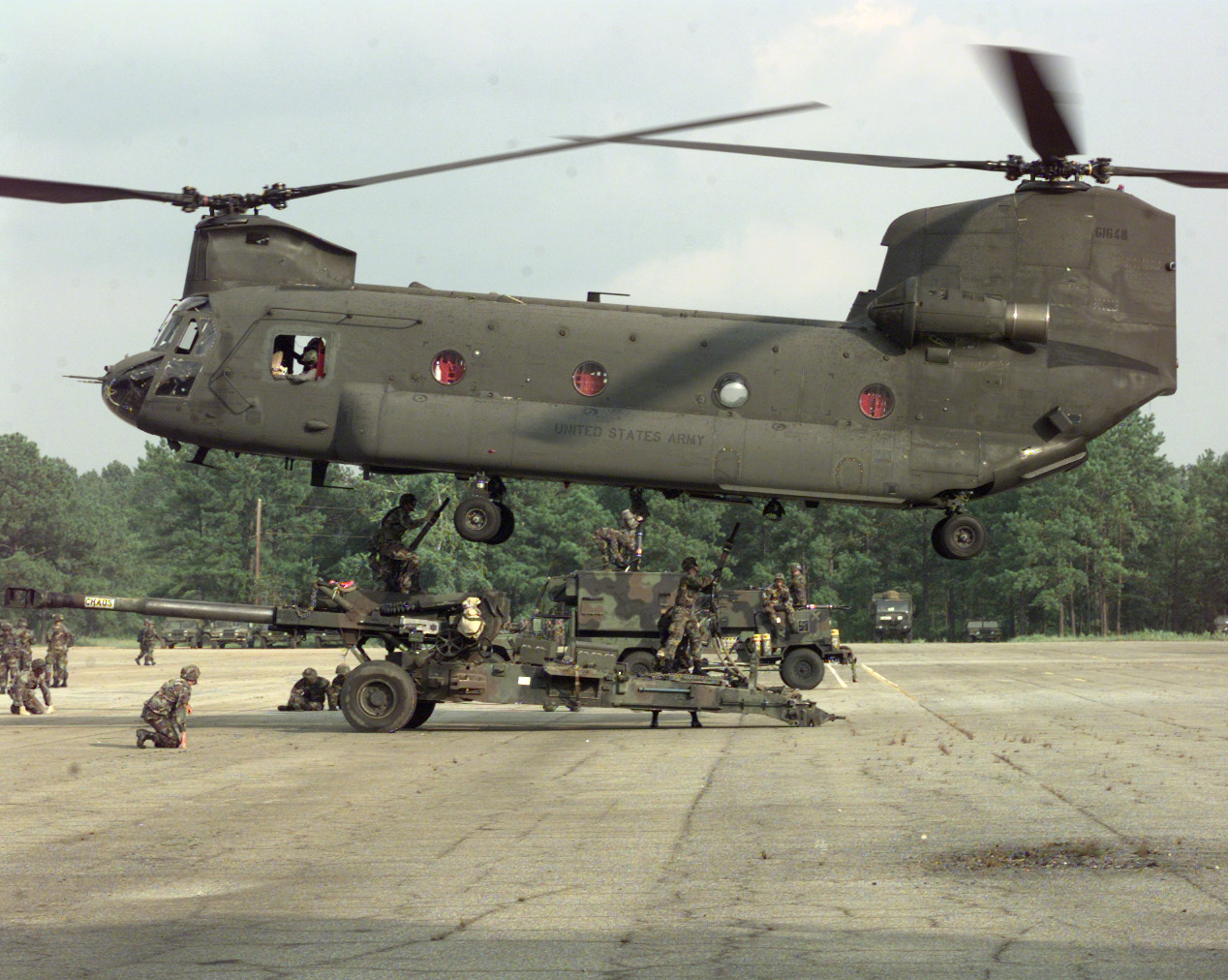
보잉 CH-47 치누크

보잉 로터크래프트 시스템(Boeing Rotorcraft Systems)은 보잉의 헬리콥터 생산 자회사이다. 공장은 필라델피아 인근인 펜실베이니아주 리들리 파크와 애리조나주 메사의 2군데에 있다. 미국 해군의 CH-46 시나이트(11톤, 25인승)와 미국 육군의 CH-47 치누크(22톤, 55인승)을 생산한다.

## 역사
피아세키 헬리콥터는 펜실베이니아주 필라델피아에 설립되었다. 후에 버톨 항공사로 이름을 바꾸었다. CH-46 시나이트, CH-47 치누크의 원형 모델인 버톨 헬기를 개발했다. 버톨 항공사는 1960년 보잉에 인수되어, 보잉 버톨이 되었다.
애리조나주 메사에는 휴즈 항공사의 자회사인 휴즈 헬리콥터가 있었다. 휴즈 헬리콥터는 1984년 맥도넬더글러스에 인수되었으며, 맥도넬더글러스는 1997년 보잉에 합병되었다.
이 두 곳의 회사들이 모두 보잉에 인수 또는 합병되었기 때문에, 공장이 2군데에 분산되어 있다.

## 같이 보기
- CH-46 시나이트
- CH-47 치누크